# Liste von Persönlichkeiten der Stadt Flöha

Wappen der Stadt Flöha

Die Liste der Persönlichkeiten der Stadt Flöha enthält Personen, die in der Geschichte der im Landkreis Mittelsachsen gelegenen Stadt Flöha eine bedeutende Rolle gespielt haben. Es handelt sich dabei um Persönlichkeiten, die hier oder in den eingemeindeten Ortsteilen geboren sind, hier gewirkt haben oder denen die Ehrenbürgerschaft verliehen wurde.
Für die Persönlichkeiten aus den nach Flöha eingemeindeten Ortschaften siehe zusätzlich auch die entsprechenden Ortsartikel.

## Ehrenbürger
- 1927: Johannes Töpken, Arzt und Abgeordneter
- 1984: Gerhard Weiss (1919–1986), Ökonom und Ständiger Vertreter der DDR im Rat für gegenseitige Wirtschaftshilfe
- 2005: Lothar Schreiter (* 1930), Ortschronist[1]

## Söhne und Töchter der Stadt
- Walther Busch (1877–1954), Jurist und Politiker, Oberbürgermeister von Meißen
- Lothar Kreyssig (1898–1986), Gründer der Aktion Sühnezeichen
- Hans Körnig (1905–1989), Maler und Grafiker
- Gerhard Weigel (1908–1998), SS-Sturmbannführer, Schutzhaftlagerführer im KZ Sachsenburg
- Regina Hastedt (1921–2007), Schriftstellerin
- Anita Nüßner (1935–2025), ehemalige deutsche Kanutin
- Klaus Jährig (1935–2011), Kinderarzt, wurde in Plaue-Bernsdorf geboren
- Rainer Sobotka (* 1939), Politiker, Bürgermeister in Schlegel und Hainichen
- Gerd Wolf (1940–2019), Opernsänger
- Dieter Wiedemann (* 1941), Radrennfahrer
- Linde Detlefsen (* 1944), Gebrauchsgrafikerin und Illustratorin
- Joachim Schäfer (1952–1997), Chansonnier, Komponist und Gitarrist
- Rolf Seidel (* 1953), Politiker (CDU)
- Uwe Krumbiegel (* 1962), Cartoonist
- Sven Krüger (* 1973), Politiker, Oberbürgermeister von Freiberg
- Marcus Popp (* 1981), Volleyball-Nationalspieler
- Stefan Schmidt (* 1989), Fußballtorwart

## Persönlichkeiten mit Bezug zu Flöha und den Ortsteilen
- Samuel von Pufendorf (1632–1694), Naturrechtsphilosoph, Historiker sowie Natur- und Völkerrechtslehrer, wurde in Dorfchemnitz geboren und siedelte 1634 mit seiner Familie nach Flöha über. Er kann zu den bekanntesten ehemaligen Einwohnern Flöhas gezählt werden. Nach ihm wurde auch das Flöhaer Gymnasium benannt.
- Adolf Gottlieb Fiedler (1771–1850), Unternehmer in Falkenau
- Peter Otto Clauß (1787–1872), Unternehmer in Plaue
- Ernst Iselin Clauß (1793–1864), Unternehmer in Plaue
- Ernst Otto Clauß (1843–1889), Fabrikbesitzer in Plaue, Textilunternehmer und Politiker der Nationalliberalen Partei
- Robert Wilisch (1846–1931), Unternehmer und Kommerzienrat in Plaue-Bernsdorf
- Dr. Otto Klemp (1889–1958), seit 1927 Haus- und Landarzt in der heutigen August-Bebel-Straße 4 in Flöha-Plaue. 1999 wurde im Flöhaer Stadtrat beschlossen, eine Straße im Plauer Wohngebiet Schweddey nach ihm zu benennen.[2]
- Herbert Jobst (1915–1990), Schriftsteller
- Katharina Kammer-Veken (1920–2017), Schriftstellerin
- Lisa Jobst (1920–2005), Lyrikerin
- Hubert Paul (1933–2015), Architekt, lebte einige Zeit in Flöha
- Gunda Röstel (* 1962), Politikerin und Managerin (Bündnis 90/Die Grünen), 1989 Mitbegründerin des Neuen Forum
- Jan Kunz (* 1962), Cartoonist, aufgewachsen in Flöha
- Gudrun Lange, (* 1964), Sängerin und Liedermacherin, besuchte die Ernst-Schneller-Schule (heute Oberschule Flöha-Plaue)[3] und hat ihre gesamte Kindheit in der Stadt verbracht
- Marcus Popp (* 1981), Volleyballspieler
- Marcus Kehr (* 1983), mehrfacher deutscher Enduro-Meister
- Steven Lange, (* 1984), Schauspieler und Regisseur, legte im Pufendorf-Gymnasium sein Abitur ab[4]
- Franz Krones, mehrfacher deutschen Vizemeister und Ostdeutscher Meister im Kanurennsport